# C-123運輸機
費爾柴德C-123供應者（Provider）是美國空軍在二戰後裝備的一種運輸機。其機體設計來自於全金屬的無動力滑翔機XCG-20。在XCG-20發展過程中，其中兩架原型滑翔機分別加裝兩具R-2800-23型發動機（XC-123）與四具J47-GE-11型發動機（XC-123A）而成。其中XC-123在通過測試，更換新型發動機（R-2800-99W）以及改用方型垂直尾翼後，定名為C-123B，並於1952年開始進入量產。C-123B也是此型運輸機後來所有衍生型的基礎。
C-123運輸機系列中最為人所知的一項特徵便是它的混合動力推進方式，另外在越戰期間這型運輸機也負擔噴灑惡名昭彰的橙劑的任務。
1955年，一架C-123B（52-1627）實驗性的於翼尖加裝兩具J-44噴射發動機以提供額外的緊急推力。試驗成功之後，1957年共有10架C-123B接受此項改裝，成為C-123J型，擔任北極地區運輸之用。
另外在1962年費爾柴德公司又在另一架C-123B主翼下加裝兩具CJ-610發動機以提供額外推力（YC-123H）。在越南戰地的測試顯示在加裝兩具噴射發動機莢艙之後，C-123型運輸機不但運載量提升，其短場起飛能力更有顯著的改善。於此之後，共有183架C-123B接受此類改裝，於翼下加掛兩具J85-GE-17噴射發動機莢艙，成為C-123K型。越戰期間，更有部分C-123K型運輸機被改裝成為夜間特種作戰飛機使用。

## 衍生型
XCG-20
XC-123
XC-123A
C-123B
YC-134
YC-123D
C-123J
C-123K

## 服役概要
C-123量產的首位用戶是美國空軍，美國海岸防衛隊也採購用於近岸搜救任務；C-123雖然是種性能良好的輕型運輸機，但美國空軍在1960年初並無大量配備到越南戰場，C-123配發到越南的契機源於美國空軍意識到美國陸軍在採購德哈維蘭加拿大DHC-4（美軍稱為CV-2馴鹿式），甚至後續有增編固定翼運輸機部隊之計畫，陸軍的政策可能將搶食空軍戰術任務，美國空軍和費爾柴德公司開始合作挖掘C-123運輸機在簡易機場等惡劣地形進行戰術運輸任務的可行性改裝，而且要較陸軍已佈署的CV-2性能更加優秀。美國空軍因此研發了配備氣象雷達的HC-123B、之後又開發了起落架使用雪橇的C-123J；1962年配備J85渦輪噴射發動機的C-123K運輸機開始服役後在越南戰場逐漸普及，具有短場起降能力的C-123成為直升機以外的重要運補角色，在溪生戰役期間，美軍對圍困基地運補幾乎全仰賴可在臨時起降場操作的C-123。
第一批投入越南戰場的C-123在1961年底，為了牧場手作戰施灑澄劑而改裝的UC-123B，而後以升級型UC-123K替換。
隨著越戰落幕，原納編在美國戰術空軍司令部的C-123在1970年代中葉以後移編給美國空軍預備役司令部及美國空中國民兵，並提供在本寧堡受訓的美國陸軍傘兵作為跳傘訓練機。美國空軍及國民兵的C-123約在1980年代末期退役，但有部分移交給美國聯邦航空總署與美國農業部，這批在美國政府服務的C-123最遲在1990年代末除役。
目前美國民間仍有維持商業飛行的C-123運輸機。

## 使用國

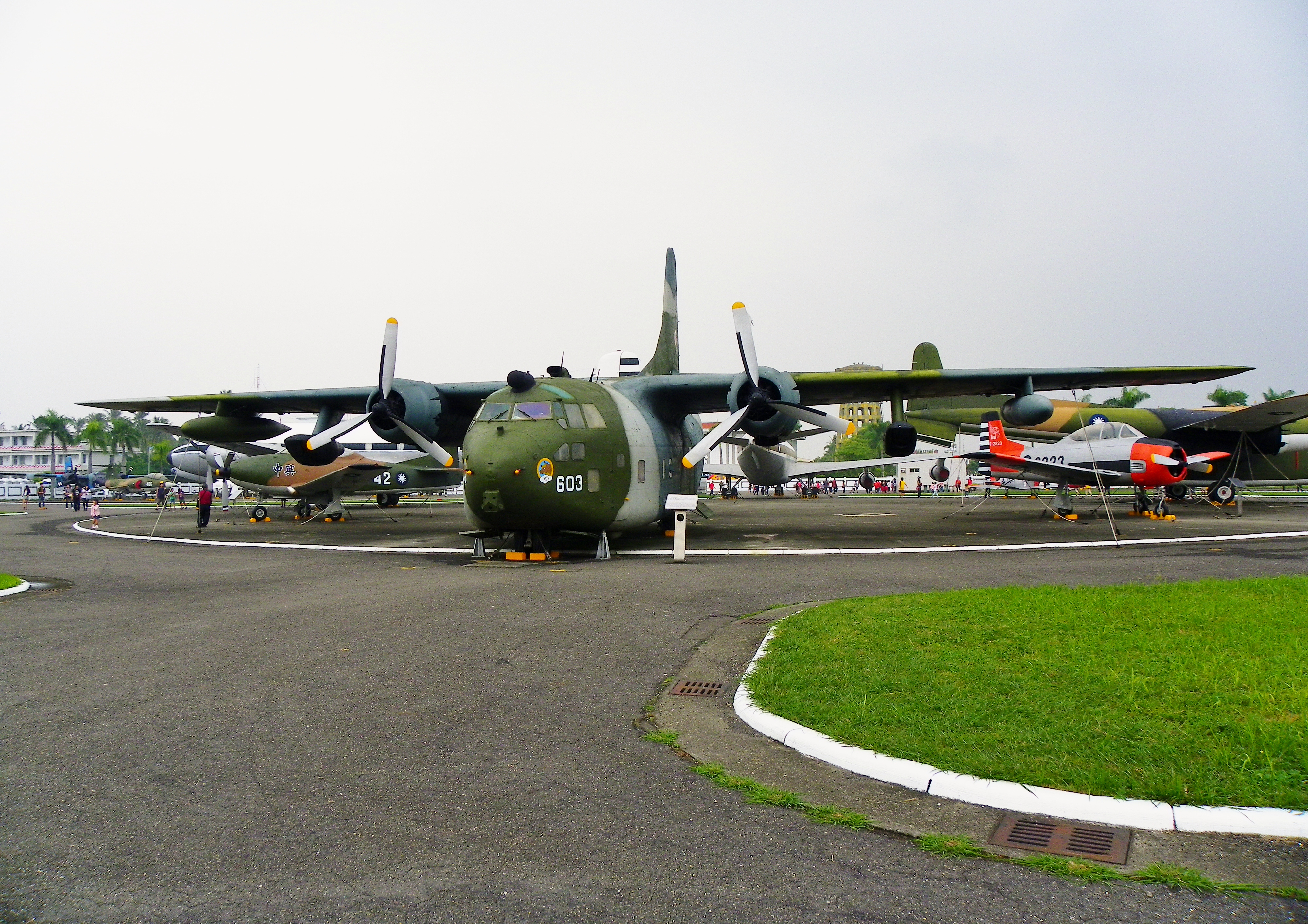
中華民國空軍退役C-123於岡山空軍官校軍機展示場展示

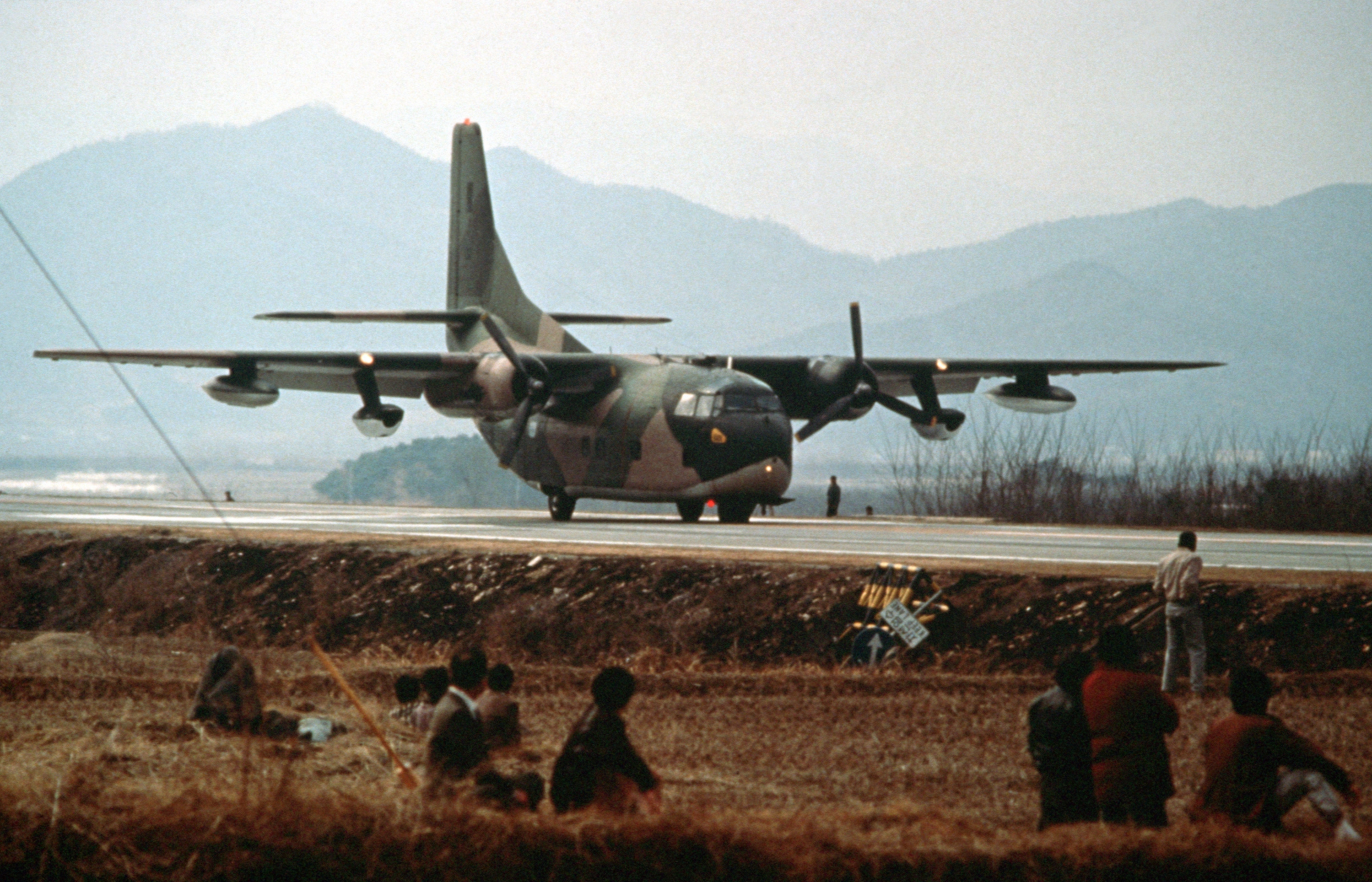
大韓民國空軍 C-123K 1989年

巴西
 柬埔寨
 中華民國
 薩爾瓦多
 
 菲律賓
 沙烏地阿拉伯
 
 越南共和国
 泰國

## 規格（C-123K）
基本信息
- 机组：4人
- 容量：

  - 60名士兵或
  - 50擔架

性能